# Arkadij Dvorkovič
Arkadij Vladimirovič Dvorkovič (in russo Аркадий Владимирович Дворкович?; Mosca, 26 marzo 1972) è un politico ed economista russo.
Ha il grado civile di Consigliere di Stato effettivo della Federazione Russa di 1ª classe..
Dal 2018 è presidente della FIDE.

## Politica
È stato consigliere personale del presidente della Federazione Russa Dmitrij Medvedev dal maggio 2008 al maggio 2012, mese in cui divenne vice primo ministro nel governo presieduto da quest'ultimo, carica che mantenne sino al 7 maggio 2018.
Veniva considerato tra gli uomini più vicini a Medvedev, successivamente è stato messo in ombra da Igor' Sečin.
Dal 2015 è anche presidente del consiglio di amministrazione delle ferrovie russe.

## Scacchi
Il padre Vladimir è stato arbitro internazionale di scacchi. Dvorkovič è un funzionario della Federazione russa di scacchi.
Il 3 ottobre 2018 viene eletto presidente della FIDE, per quindi essere confermato per un secondo mandato il 7 agosto 2022.